# Diego I. Mason
Diego Isidro Mason (Buenos Aires, 14 de abril de 1887-11 de enero de 1972) fue un militar argentino que ejerció los cargos de ministro de Agricultura e interinamente ministro de Relaciones Exteriores, bajo las presidencias de Pedro Pablo Ramírez y Edelmiro Julián Farrell, durante el golpe de Estado que derrocó al presidente Ramón S. Castillo. Posteriormente se desempeñó como comandante en jefe del Ejército.

## Biografía
Egresó del Colegio Militar de la Nación en 1906 y de la Escuela Superior de Guerra en 1921. Durante varios años fue oficial instructor en el Colegio Militar, luego jefe del regimiento de Infantería número 9 con sede en Mercedes (Buenos Aires), director del Arsenal Esteban de Luca entre 1934 y 1936, comandante de Infantería de la IV División del Ejército Argentino, y comandante de la II Región Militar, con sede en Avellaneda (Buenos Aires). Entre 1940 y 1943 fue, sucesivamente, comandante de la V y la II Divisiones del Ejército, con sede respectivamente en Salta y La Plata.
A principios de la década de 1940, Diego Mason integraba un grupo de conspiradores conducido por el general Arturo Rawson, conocido como «los generales del Jousten» debido al restaurant-hotel ubicado en Corrientes y 25 de mayo donde se reunían. El grupo estaba integrado también por militares que ocuparían altos cargos en el gobierno surgido del golpe: el Contralmirante Benito Sueyro (Marina) y el contraalmirante Sabá H. Sueyro (Vicepresidente), su hermano. También formaba parte del grupo, como operador civil, el dirigente Ernesto Sammartino (UCR), quién fue convocado por Rawson luego del golpe para organizar el gabinete; pero cuando llegó a la Casa Rosada, en el desorden de la revolución, nadie le avisó a Rawson de su presencia en la sala de espera, por lo que luego de esperar un tiempo prudencial se retiró a su casa.
Producido el golpe de Estado el 4 de junio de 1943 (Revolución del 43) asumió como presidente el general Rawson, pero debido a la falta de apoyo militar a algunos de los miembros que integrarían su gabinete debió renunciar dos días después. Asumió así como presidente el general Pedro Pablo Ramírez y como vicepresidente su hermano Sabá H. Sueyro. Diego Mason fue designado ministro de Agricultura. También se desempeñó interinamente como ministro de Relaciones Exteriores entre el 26 de febrero y el 2 de mayo de 1944.
Como Ministro de Agricultura de Ramírez congeló el precio de los arrendamientos rurales y estableció una renovación automática por tres años, que benefició notablemente a los chacareros (pequeños y medianos productores rurales).
Durante el primer mandato presidencial de Juan Domingo Perón, el teniente general Diego Mason fue comandante en jefe del Ejército Argentino desde 1946 hasta 1948, año en que pasó a retiro militar.